# Hednotodes callichroa
Hednotodes callichroa är en fjärilsart som beskrevs av Oswald Beltram Lower 1893. Hednotodes callichroa ingår i släktet Hednotodes och familjen mott. Inga underarter finns listade i Catalogue of Life.